# Clyde (Ohio)
 For alternative betydninger, se Clyde (flertydig). (Se også artikler, som begynder med Clyde)
Clyde er en by i Sandusky County, Ohio, USA. Den har en befolkning på 6.294 (2020) indbyggere. Byen er kendt for at være stedet hvor Sherwood Andersons novellesamling fra 1919 Winesburg, Ohio udspillede sig.

## Historie
Clyde blev opkaldt efter Clyde, New York, hjemby for en tidlig borger i Ohio-området.[kilde mangler]

## Geografi
Clyde har et areal på 13,18 km²,[kilde mangler] og ligger 212 m.o.h.[kilde mangler]

## Bystyre
Clydes borgmester er Scott Black.

## Uddannelse
Clydes skoledistrikt er Clyde-Green Springs Schools, og byens eneste high school er Clyde High School. Andre offentlige skoler i Clyde omfatter Clyde Elementary og McPherson Middle School.

## Økonomi
Clyde er hjemmet til den største Whirlpool Corporation-fabrik i USA. Denne fabrik er centret af byens økonomi.
Nyligen, Whirlpool blev givet en retssag, der hævder, at fabrikken i Clyde forårsagede en kræftsklynge. Sagsøgere hævder, at fabrikken i Clyde frigjorde en farlig mængde af benzaldehyd. Whirlpool benægtede, at der var nogen forbindelse mellem kræft og fabrikken.